# Кузьменко Олександр Сергійович (військовик)
Олекса́ндр Сергі́йович Кузьме́нко (26 вересня 1980, Миколаїв — 19 листопада 2017, Кам'янка) — прапорщик Збройних сил України, учасник російсько-української війни.

## Життєпис
Народився 1980 року в місті Миколаїв. Мешкав у селищі Полігон (Вітовський район, Миколаївська область).
Прапорщик, начальник групи 208-ї зенітної ракетої бригади.
19 листопада 2017 року загинув поблизу села Кам'янка (Ясинуватський район) під час пожежі у бліндажі, Михайло Калихалін витягнув з вогню одного побратима і повернувся рятувати інших, але з іше двома бійцями задихнувся від чадного газу й згорів заживо. Тоді загинули солдати Михайло Калихалін та Віталій Пасічник. Офіційною версією було потрапляння бойового ворожого снаряду, від якого бліндаж загорівся. 20 листопада в штабі АТО повідомляли, що за попередньою інформацією, пожежа сталася внаслідок необережного поводження з пічним обладнанням; за фактом події порушено кримінальну справу, проводилося слідство.
Після проведення експертиз та ідентифікації 9 грудня 2018 року з військовими почестями з двома військовиками прощались на території військової частини в селищі Полігон.
9 грудня 2018 року похований у місті Миколаїв.
Без Олександра лишилось батьки та донька.

## Нагороди та вшанування
- указом Президента України № 42/2018 від 26 лютого 2018 року «за особисту мужність і самовіддані дії, виявлені у захисті державного суверенітету та територіальної цілісності України, зразкового виконання військового обов'язку» — нагороджений медаллю «За військову службу Україні»[1]